# Amerikai olaszok
Az amerikai olaszok ( Italian Americans; olaszul: italoamericani) olyan amerikaiak, akik részben vagy teljesen olasz származásúak. Az amerikai olaszok az USA negyedik legnagyobb európai származású etnikai csoportja (nem beleszámolva magát az amerikai etnikumot, mely kifejezést sok amerikai használja magára; összesen a hetedik helyen áll a német-amerikai, ír-amerikai, afroamerikai, angol-amerikai, amerikai és mexikói-amerikai népcsoport mögött).
1820 és 2004 között nagyjából 5,5 millió olasz költözött az Amerikai Egyesült Államokba. A bevándorlás az 1870-es évek elején gyorsult fel, amikor több, mint kétszer annyi olasz vándorolt ki (1870–79: 46 269), mint előtte öt évtized alatt összesen (1820–69: 22 627). Az 1870-es éveket a legnagyobb bevándorlási hullám követte, 1880 és 1920 között 5 millió olasz költözött Amerikába. Nagyjából 84%-uk Dél-Olaszországot vagy Szicíliát hagyta ott. Ezek nagyrészt túlnépesedett mezőgazdasági régiók voltak, ahol sokan elszegényedtek az évszázados idegen uralom, a rendezetlen helyzet és az elnyomó adórendszer miatt, így az 1861-es Risorgimento után elhagyták az országot. Az újjáegyesítés után a kormány kezdetben támogatta a kivándorlást, hogy enyhítse a Dél gazdasági nyomását. A több, mint fél millió halálesettel és sebesüléssel járó amerikai polgárháború után Itáliából is toboroztak munkásokat a munkaerőhiány csökkentéséért. A legtöbb olasz a keleti városokban vállalt fizikai munkát, bányákban és a mezőgazdaságban dolgoztak. Az amerikai olaszok az 1890-es évektől az 1920-as évekig a gazdasági skála alsó fokain dolgoztak, 1970-ben érték el az amerikai átlagot. 1990-re több, mint 65%-uk vezető, szakmunkás, illetve szellemi munkás volt. Az amerikai olasz közösségekben jellemzőek az erős kötelékek a családhoz, a katolikus egyházhoz, a testvéri szervezetekhez és a politikai pártokhoz. Napjainkban több, mint 17 millió amerikai vallja magáról, hogy olasz származású, ezzel a 31 millió brazíliai, illetve a 24 millió argentínai olasz mögött a harmadik legnagyobb olasz kisebbség él itt.
Az olaszok és leszármazottjaik segítettek az USA kialakításában, és az ország is alakította őket. A politika, a sportok, a média, a képzőművészetek, a kulináris művészetek és számos más téren is előtérbe kerültek.

## Történetük

### A kezdetek (1492–1775)

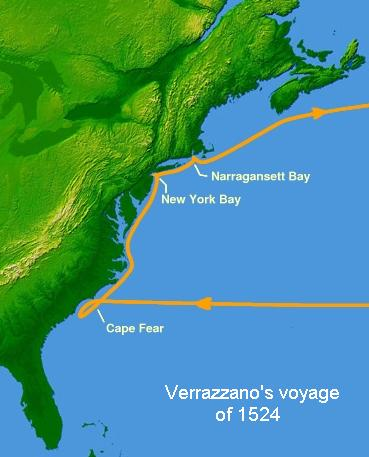
Verrazzano 1524-es utazása

Az olasz hajósok és felfedezők kulcsszerepet játszottak az amerikai kontinens felfedezésében, feltárásában és elfoglalásában. Kolumbusz Kristóf, aki 1492 és 1504 között felfedezte Amerikát, olasz volt. Egy másik olasz felfedező, Amerigo Vespucci, aki 1499 és 1502 között járt a keleti parton, a kontinens nevét szolgáltatta. Észak-Amerika partjait azonban egyikük sem érte el. Az angol nyelv azért terjedhetett el az Amerikai Egyesült Államokban, mert Angliának követelései voltak Észak-Amerikában, amelyek az olasz John Cabot (Giovanni Caboto) és fia, Sebastian Cabot (Sebastiano Caboto) 16. század végi utazásain alapultak. 1524-ben az olasz Giovanni da Verrazzano volt az első európai, aki feltérképezte a mai Egyesült Államok Atlanti-óceáni partvidékét, és belépett a New York-i öbölbe.
Az első olasz, aki Amerikába költözött, Pietro Cesare Alberti volt, a venetói tengerész a későbbi New Yorkban telepedett le. 1640-ben nagyjából 200 valdens érkezett Itáliából, akik nyugalmasabb helyet kerestek vallásuk gyakorlásához. A velencei Taliaferro család volt Virginia egyik első telepese.
Számos olasz állt Spanyolország vagy Franciaország szolgálatában, az országok területi követelései elsősorban az ő utazásaikon alapultak; a navigátorok felfedezték feltérképezték, és településeket hoztak létre ezeken a területeken. 1539-ben Marco da Nizza fedezte fel a mai Arizona és Új-Mexikó államok területét. A 17. században Henri de Tonti (Enrico de Tonti) és a francia LaSalle felfedezték a Nagy-tavak vidékét. De Tonti alapította az első európai települést Illinoisban 1679-ben és Arkansasban 1683-ban. LaSalle társaságában alapította meg New Orleanst, a következő 20 évben ő volt a lousianai terület kormányzója. Öccse, Alphonse de Tonty (Alfonso de Tonti) a francia Antoine Cadillackel együtt Detroit alapítója volt, az 1701-ben alapított városnak 12 éven át gyarmati kormányzója volt.
Mivel a spanyolok és a franciák katolikusok voltak, a katolikus egyház számos missziót küldött az őslakosok megtérítésére, illetve a telepesek vallási szükségleteinek kielégítésére. Ezekben számos olasz vett részt. 1519 és 1525 között a Santo Domingo-ba került Alessandro Geraldini volt az amerikai kontinens első katolikus püspök. François-Joseph Bressani (Francesco Giuseppe Bressani) atya a 17. század elején az algokin és a huron indiánok megtérítésén dolgozott. 1687 és 1711 között a délnyugati részeket és Kaliforniát egy olasz jezsuita pap, Eusebio Kino (Chino) fedezte fel és térképezte fel, aki az őslakosok és a telepesek igényeit is segített kezelni.

### A függetlenségi háborútól a polgárháborúig (1775–1861)
Ebben az időszakban kevesen, de folyamatosan érkeztek Olaszországból, akik közül többeket kértek arra, hogy jöjjenek Amerikába, mert készségeikre szükség volt a mezőgazdaságban, az üveggyártásban, a selyem és a bor előállításában. Mások zenei képességeiket felhasználva tanárok vagy előadók lettek. Megint mások kalandorok, felfedezők, katonai mérnökök, misszionáriusok lettek, emellett az egységes Olaszország első nehéz évtizedeiben politikai menekültek is érkeztek.
A korai érkezők szét voltak szórva az országban, a legtöbben északkeletre kerültek. Itt volt az olasz gyökerek és kultúra elismerése a legerősebb. Habár a népesség csak kis részét képezték, az ország megalapításában és rendezésében nagy szerepet játszottak.
1773 és 1785 között Filippo Mazzei, egy orvos és szabadságpártoló Thomas Jefferson közeli barátja volt. Kiadott egy röpiratot, melyben szerepelt a „Minden ember természettől fogva egyformán szabad és független” mondat, ezt Jefferson lényegében változatlanul átvette a függetlenségi nyilatkozatba.
Az amerikai függetlenségi háborúban is számos amerikai olasz szolgált katonaként és tisztként. Három ezredben összesen mintegy 1500 ember harcolt a függetlenségért. Francesco Vigo a gyarmati erőket segítette, az egyik legnagyobb finanszírozó volt északnyugaton. Később az indianai Vincennes Egyetem társalapítója lett.
A 18. század végétől sok olasz számára Amerika a szabadság földjét jelentette, ezt a nézetet fejtette ki Vittorio Alfieri is L' America Libera című, 1781 és 1783 között íródott versében. Sok olasz száműzöttként vagy menekültként érkezett Amerikába, ilyen volt Giuseppe Avezzana, Alessandro Gavazzi, Silvio Pellico, Federico Confalonieri, Eleuterio Felice Foresti és a hazafi és katona Giuseppe Garibaldi, aki 1850–51 között élt az Egyesült Államokban. Sokak számára csak egy rövid időszak volt egy vendégszerető országban, másoknak viszont egy új élet kezdete volt. Jefferson meghívására Carlo Bellini volt az első olasz, aki pozíciót töltött be egy kollégiumban; 1779 és 1803 között a College of William & Mary olasz nyelvi professzora volt.
1801-ben Philip Trajetta (Filippo Traetta) Bostonban létrehozta az ország első zenei konzervatóriumát, a század első felében itt tevékenykedett az orgonista Charles Nolcini és a karmester Louis Ostinelli is. 1805-ben Thomas Jefferson toborzott Szicíliából egy zenekart, belőlük alakult ki később az U.S. Marine Band. A zenészek között volt a fiatal Venerando Pulizzi, aki 1816-ban a zenekar első olasz igazgatója lett. Az első operaház 1833-ban, New Yorkban nyílt Lorenzo Da Ponte, Mozart korábbi librettistája erőfeszítései nyomán, aki Olaszországba emigrálása után 1825-ben lett a Columbia Egyetem első olasz nyelvi professzora.
Eközben az olasz felfedezők még mindig aktívak voltak nyugaton. 1789 és 1791 között Alessandro Malaspina a Horn-foktól az Alaszkai-öbölig feltérképezte a nyugati partot. 1822 és 1823 között a Mississippi forrásvidékét fedezte fel Giacomo Beltrami a későbbi Minnesota területén, az államban később megyét neveztek el róla.
Joseph Rosati 1824-ben lett St. Louis első katolikus püspöke. 1830–64 között Samuel Mazzuchelli, egy misszionárius, az indián nyelvek szakértője Wisconsinban és Iowában szolgált a gyarmatosítók és az őslakosok között, halála után az egyház Tiszteletreméltónak nyilvánította. A jezsuita Charles Constantine Pise atya 1832 és 1833 között volt a szenátus káplánja, az egyetlen katolikus pap, aki betöltötte ezt a posztot.
A Jézus Társasága és a ferences rend misszionáriusai Amerika sok részén aktívak voltak. Az olasz jezsuiták számos missziót, iskolát és két nyugati kollégiumot alapítottak. Giovanni Nobili 1851-ben alapította a Santa Clara Colleget. ASt. Ignatius Academy (napjainkban University of San Francisco) 1855-ös alapítója Anthony Maraschi volt. Az olasz jezsuiták tették le a Kaliforniában ma is virágzó boripar alapjait. Keleten a ferencesek kórházakat, árvaházakat, iskolákat alapítottak, a St. Bonaventure College (ma Szent Bonaventura Egyetem) 1858-as alapítása Panfilo da Magliano nevéhez fűződik.
1837-ben John Phinizy (Finizzi) lett a Georgia állambeli Augusta polgármestere. 1849-ben Francesco de Casale kiadta az amerikai olasz „L'Eco d'Italia” újságot New Yorkban ez volt az első, melyet számos másik követett.

### A polgárháború és a rákövetkező évek (1861–90)

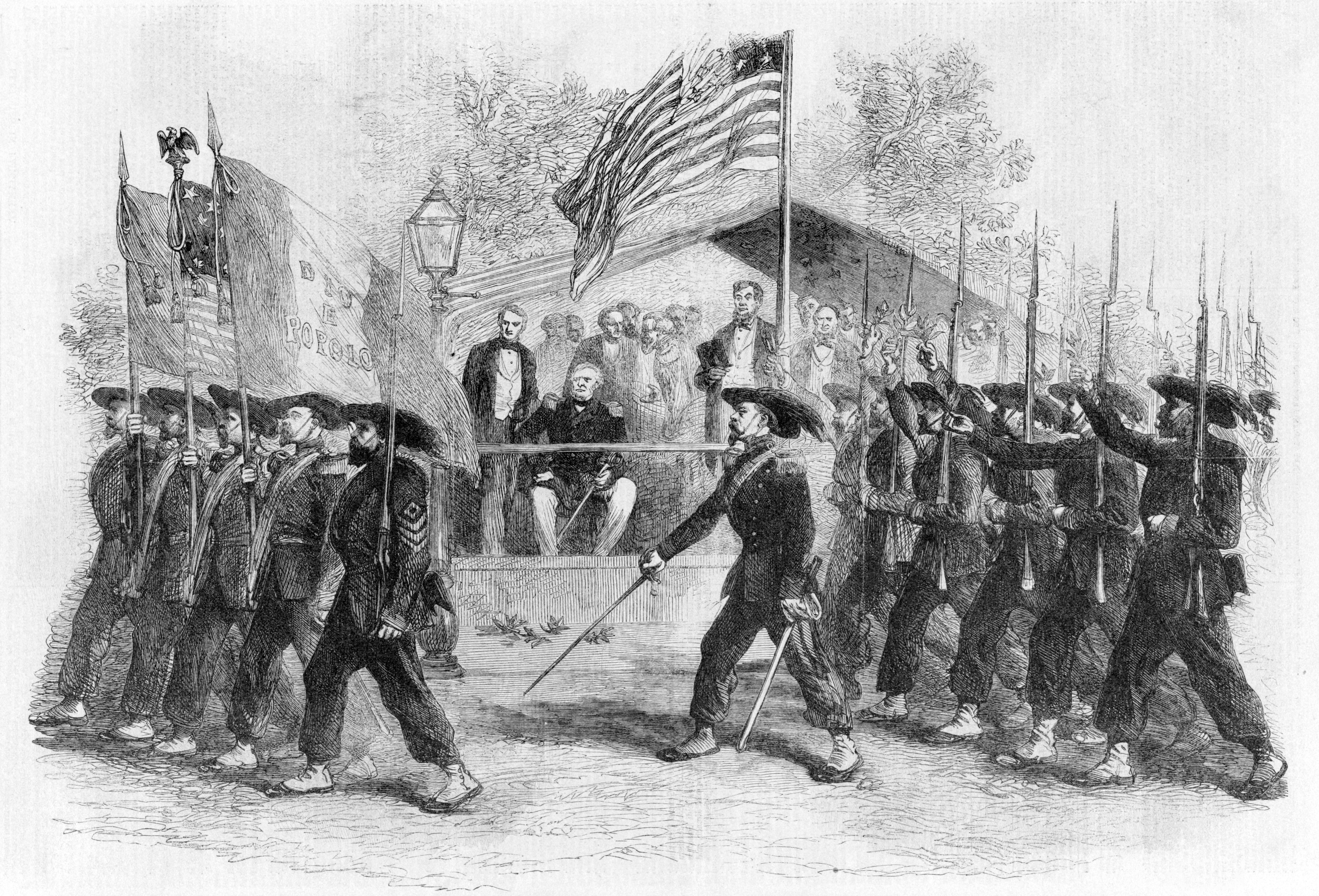
Abraham Lincoln elnök megtekinti a Garibaldi Guardot

Nagyjából 7000 amerikai olasz szolgált a polgárháborúban, ez a szám tartalmazza a katonaként és tisztként szolgálókat. Amíg többen, mint a tábornok William B. Taliaferro, a konföderációs seregben szolgáltak, mások demográfiai és ideológiai okokból az unionista hadseregben szolgáltak, mint Edward Ferrero és Francis B. Spinola tábornokok. A Garibaldi Guard az unionista hadseregbe toborzott Itáliából és más európai országból önkénteseket, megalakítva a 39. New York-i Önkéntes Gyalogezredet. A háború során hat amerikai olasz kapta meg a Medal of Honort, köztük az ezredes Luigi Palma di Cesnola, aki később 1879 és 1904 között a New York-i Metropolitan Művészeti Múzeum első igazgatója lett.
1866-ban Constantino Brumidi Washingtonban befejezte az Egyesült Államok Capitoliuma kupolájának freskóit, hátralevő életét az épület műalkotásokkal való szépítésével töltötte.
Az első Kolumbusz-napot 1869-ben San Franciscóban tartották meg az amerikai olaszok.
Egy bevándorló, Antonio Meucci, magával hozta tervét a telefonra. Több kutató az ő nevéhez fűzi a telefon első szabadalmi kivételben való bemutatását, 1871-ben adta le a United States Patent and Trademark Officenek; azonban Alexander Graham Bellt is emlegetik a találmány atyjaként. (2002-ben az Amerikai Egyesült Államok Kongresszusa kimondta, hogy Meucci találta fel a telefont.)
Ezalatt az idő alatt az amerikai olaszok számos felsőoktatási intézményt létesítettek. A Las Vegas College (napjainkban Regis University) 1877-es alapítói száműzött olaszországi jezsuiták voltak. A jezsuita Giuseppe Cataldo 1887-ben alapította meg a Washington állambeli Spokane-ban a Gonzaga College-t (napjainkban Gonzaga University). 1886-ban egy olaszországi zsidó bevándorló, Sabato Morais rabbi volt a New York-i Amerikai Országos Rabbiképző Intézet alapítója és első elnöke. Ebben az időszakban a felsőoktatásban is növekedett az amerikai olaszok aránya. Vincenzo Botta az olasz nyelv előkelő professzora volt a New York Egyetemnek 1856 és 1994 között, Gaetano Lanza pedig a Massachusetts Institute of Technology gépészmérnöki professzora volt 1871-től kezdve majdnem 40 évig.
Az amerikai olaszok a politikában is tovább fokozták részvételüket. Anthony Ghio 1880-ban lett a Texas állambeli Texarkana polgármestere. A polgárháborús tábornok, Francis B. Spinola lett az első amerikai olasz, akit beválasztottak a kongresszusba 1887-ben New York államból.

### A bevándorlás csúcsidőszaka (1890–1917)

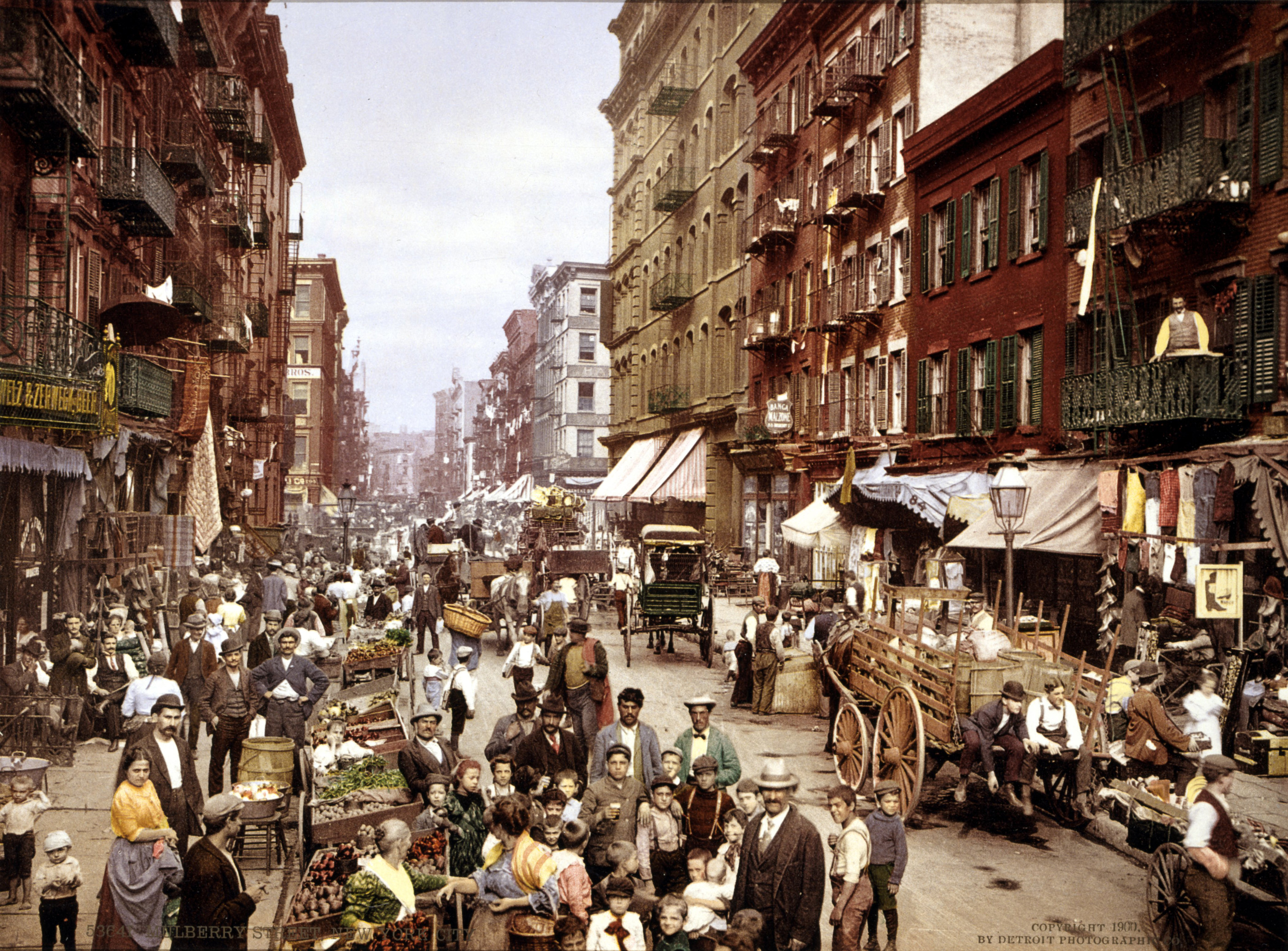
A Mulberry Street, amely körül volt New York Little Italy városrészének központja. Lower East Side, 1900 körül

Olaszország 1861-es egyesítése gazdasági nehézségeket okozott Dél-Olaszországban és Szicíliában. A fő tényezők, amelyek hozzájárult az ezekről a területekről való kivándorláshoz, a politikai és társadalmi egyenlőtlenség, a kormány az iparosítás erőforrásait inkább északra helyezte, a déliek méltánytalan adóterheket kaptak, megadóztatták az innen jövő termékeket, a talaj kimerültsége és eróziója, a hét éven át tartó katonai sorozás volt. Az egyesítés utáni rossz gazdasági helyzet tarthatatlanná vált sok részes arató, bérlő gazdálkodó, kisvállalkozó, valamint földtulajdonos számára. Tömegek döntöttek úgy, hogy a mélyülő szegénységgel való szembenézés helyett emigrálnak. Sokakat vonzott az Egyesült Államok, ahová aktívan toboroztak munkásokat Olaszországból és máshonnan, hogy kitöltsék a polgárháború utáni évek munkaerőhiányát. Gyakran az édesapa és az idősebb fiúk mentek előre, majd mikor már megengedhették, a család többi része is utánuk ment.
1880 és 1920 között 4 millió olasz érkezett Amerikába, a többségük 1900 és 1914 között. A bevándorlók előtt nagy kihívások álltak. Gyakran nem ismerték az angol nyelvet, és alacsony szintű oktatás volt a hátuk mögött, így sokuknak el kellett fogadni az alacsony bérezéű kétkezi munkákat, és gyakran kihasználta őket a munkaközvetítő is.
Sokan a nagy északkeleti városok régebbi negyedeiben kerestek lakást, ezek „Little Italies (Kis Olaszország)” néven lettek ismertek, ezek túlzsúfolt bérházak voltak, gyakran megfelelő fűtés és szellőzés nélkül. A bevándorló családok a rossz gazdasági körülmények mellett TBC-nek és egyéb fertőző betegségeknek is ki voltak téve. Más immigráns családok családi házakban éltek, amelyek a nagy északkeleti városok olasz enklávéin kívül, vagy az ország más részein feküdtek.
A bevándorlók nagyjából harmada „vándormadár” volt, az Egyesült Államokban csak pár évig maradtak, mielőtt összegyűlt elég megtakarításuk, hogy otthon újjákezdhessék életüket. Az első világháború kitörése sokakat visszatartott ettől.
A Little Italy-kben élő férfiak főleg fizikai munkákat és közmunkát (utak, csatornák, aluljárók, hidak építése) vállaltak az Északkelet-Egyesült Államokban. A nők főleg a varrónőként dolgoztak a ruházati iparban vagy otthonukban. Sokan kis vállalkozásokat indítottak, hogy a bevándorlók mindennapi igényeit kielégítsék.
A gazdasági nehézségek ellenére a magánélet és a társasági élet virágzott a nagy északkeleti városok olasz városrészeiben. Színházak, együttesek, kórusok, bábelőadások, kölcsönös segítségnyújtási szervezetek és közösségi klubok is elérhetőek voltak a bevándorlók számára. A „festa” fontos esemény volt, sokak számára az olaszországi és szicíliai szülővárosukhoz, szülőfalujukhoz való kötődést jellemezte. Az eseményen felvonultak a település védőszentje vagy Szűz Mária tiszteletére, férfiak egy csoportja egy hatalmas szobrot vitt, hátul a zenészek vonultak. Ezt evés, tűzijáték és általános jókedv követte, a festa a bevándorlóknak egységérzetet és közösségi identitást adott.

## Politikai szerepvállalásuk
Az 1890-es évek óta a New York-i olasz közösség fontos választói és politikai bázisnak számít. Ennek köszönhetően választották meg 1933-ban a republikánus Fiorello La Guardiat polgármesternek, akit 1937-ben és 1941-ben is újraválasztottak. 1950-ben a demokrata Vincent R. Impellitterit és 1993-ban és 1997-ben Rudolph W. Giulianit polgármesternek. Mind három polgármester keményen fellépett a bűnözés ellen valamint jó kapcsolatot ápoltak a szakszervezetekkel. La Guardiat és Giulianit felmérés szerint a két legjobb amerikai városi polgármesternek tartják.
Az 1930-as években az olaszok elkötelezett demokrata szavazók voltak. Carmine DeSapio volt az első olasz származású politikus aki az 1940-es években bejutott New York városának törvényhozásába, 1955 és 1959 New York állam főtitkára volt. 1951-re már megduplázódott az amerikai olasz képviselők száma 1936-hoz képest, a hat legnépesebb olasz közösséggel rendelkező államban. 1968 óta az olaszok egyenlő arányban demokrata és republikánus szavazók is. Az Amerikai Egyesült Államok Kongresszusának több olasz származású tagja is volt mindkét párt frakcióvezetője. Nancy Pelosi az első női és olasz származású politikus, aki a képviselőház elnöke volt. New York volt republikánus polgármestere Rudolph W. Giuliani a 2008-as elnökválasztáson pártja egyik elnökjelöltje volt.

## Kultúra
Az olasz bevándorlók általánosságban nem a hagyományos értelemben vett olasz kultúrát hozták magukkal, hanem a régiójuk és születési helyük kultúráját.
Az olaszok hatására az USA szerte számos olasz étterem, élelmiszer, kávézó és desszert jelent meg illetve nekik köszönhetően a bortermelés (például Kaliforniában). Hatással voltak a popzene, klasszikus zene, opera és jazz zene népszerűségéhez is. A divat, az olasz építészeti stílusok házak, középületek és templomok esetében.

## Diszkriminációk és közhelyek
Az olaszok tömeges bevándorlása alatt, számos olasz szenvedett el hátrányos megkülönböztetést a lakhatás és a foglalkoztatás szempontjából. Gyakran voltak áldozatai az előítéleteknek, kizsákmányolásnak és erőszaknak, ez utóbbi különösen a protestáns déli államokra volt igaz. Az 1880-as években erősödött az olasz ellenesség, hisz többször megrongáltak vagy felgyújtottak római katolikus templomokat illetve lincselésnek is ki voltak téve olaszok.
A legtöbb olasz ellenes atrocitást az 1880-as években betelepült dél-olaszok és szicíliaiak szenvedték el, az északi államokba addig betelepült olaszok többnyire kisiparosok, zenészek, kereskedők, katonák és művészek voltak. Az amerikai közvélemény előtt ekkor vált ismertté a maffia szó, amire kizárólag a dél-olaszokra és a szicíliaiakra asszociáltak. Az előítélet bőrszín alapján is megtörtént, hiszen a szicíliaiaknak az addig többségben angol-szász területről származó lakoshoz képest határozottan sötétebb bőrük és hajuk volt.

## Olasz közösségek
Az italofóbiának köszönhetően szinte az összes amerikai nagyvárosban létrejöttek Little Italy néven a helyi olasz negyedek.

### New York
A városnak több olasz negyede is van: Manhattan, Belmont, Bensonhurst, Howard Beach és Rosebank városrészek esetében. A város legismertebb olasz negyede a manhattani, ami a Mulberry Streeten található. Ebben a negyedben él arányaiban a legtöbb olasz és hagyományosan itt ünneplik meg Szent Januáriusz ünnepét (Feast of San Gennaro). Az ünnepség 11 napos és az amerikai olaszok és olasz kultúra éves legfőbb fesztiválja.

## Fordítás
Ez a szócikk részben vagy egészben  az   Italian Americans című angol Wikipédia-szócikk ezen változatának fordításán alapul.  Az eredeti cikk szerkesztőit annak laptörténete sorolja fel. Ez a jelzés csupán a megfogalmazás eredetét és a szerzői jogokat jelzi, nem szolgál a cikkben szereplő információk forrásmegjelöléseként.